# چاه فیض آباد
چاه فیض آباد روستایی در دهستان پسکوه بخش سده شهرستان قائنات استان خراسان جنوبی ایران است. بر پایه سرشماری عمومی نفوس و مسکن در سال ۱۳۹۰ جمعیت این روستا ۲۹ نفر (در ۹ خانوار) بوده‌است.